# Bolos en los Juegos Suramericanos de 2014 - Dobles Masculino
El torneo masculino de Bolos en su categoría dobles en Santiago 2014 se desarrolló en el Mall Plaza Vespucio entre los días 12 y 13 de marzo de 2014. Participaron 12 parejas.

## Resultados

### Primera Serie 6 líneas
| Rank | Nacionalidad | Jugadores                           | Puntaje |
| ---- | ------------ | ----------------------------------- | ------- |
| 1    | Venezuela    | Amieto Monacelli Ildemaro Ruíz      | 2832    |
| 2    | Brasil       | Marcelo Suartz Renan Zoghaib        | 2649    |
| 3    | Argentina    | Marcos Brosens Osmar Favero         | 2416    |
| 4    | Colombia     | Jaime González Manuel Otalora       | 2401    |
| 5    | Chile        | Jesús Borgueaud Luis Nazar          | 2359    |
| 6    | Panamá       | Juan Carlos Narvaes Ronny Rodríguez | 2335    |
| 7    | Ecuador      | Iván Vallejo José Zambrano          | 2297    |
| 8    | Perú         | Andrés Delgado Victor Tateishi      | 2268    |
| 9    | Paraguay     | Gonzalo Martín Jorge Tomás          | 2234    |
| 10   | Uruguay      | Carlos de León Gustavo García       | 2219    |
| 11   | Aruba        | John Odor Laurence Wilming          | 2211    |
| 12   | Bolivia      | Joel Durán José Miranda             | 2075    |

### Final
| Rank | Nacionalidad | Jugadores                           | Puntaje |
| ---- | ------------ | ----------------------------------- | ------- |
| 1    | Venezuela    | Amieto Monacelli Ildemaro Ruíz      | 5705    |
| 2    | Brasil       | Marcelo Suartz Renan Zoghaib        | 5370    |
| 3    | Colombia     | Jaime González Manuel Otalora       | 5051    |
| 4    | Argentina    | Marcos Brosens Osmar Favero         | 4899    |
| 5    | Ecuador      | Iván Vallejo José Zambrano          | 4890    |
| 6    | Chile        | Jesús Borgueaud Luis Nazar          | 4769    |
| 7    | Aruba        | John Odor Laurence Wilming          | 4714    |
| 8    | Panamá       | Juan Carlos Narvaes Ronny Rodríguez | 4696    |
| 9    | Perú         | Andrés Delgado Victor Tateishi      | 4594    |
| 10   | Uruguay      | Carlos de León Gustavo García       | 4468    |
| 11   | Paraguay     | Gonzalo Martín Jorge Tomás          | 4235    |
| 12   | Bolivia      | Joel Durán José Miranda             | 4110    |

## Podio
| Rank              | Nacionalidad | Jugadores                      |
| ----------------- | ------------ | ------------------------------ |
| Medalla de oro    | Venezuela    | Amieto Monacelli Ildemaro Ruíz |
| Medalla de plata  | Brasil       | Marcelo Suartz Renan Zoghaib   |
| Medalla de bronce | Colombia     | Jaime González Manuel Otalora  |